# Tir la Jocurile Olimpice de vară din 2020
Probele sportive de tir sportiv la Jocurile Olimpice de vară din 2020 s-au desfășurat în perioada 24 iulie-2 august 2021 la Asaka Shooting Range din Tokyo, Japonia. Inițial programate pentru 25 iulie-3 august, probele au fost mutate pentru anul 2021 din cauza pandemiei de COVID-19. Spre deosebire de 2016, numărul de sportivi care concurează în cele cincisprezece probe de la aceste Jocuri a fost redus de la 390 la 360, cu o distribuție egală între bărbați și femei. Mai mult, au fost instituite mai multe schimbări semnificative în programul probelor, inclusiv înlocuirea a trei evenimente exclusiv masculine (pușcă culcat 50 m, pistol 50 m și dublu trap), cu competiții pe echipe mixte.

## Medaliați

### Masculin
| Probă                               | Aur                                                               | Argint                          | Bronz                                        |
| Pistol cu aer comprimat 10m detalii | Javad Foroughi · Iran (IRI) Record olimpic                        | Damir Mikec · Serbia (SRB)      | Pang Wei · China (CHN)                       |
| Pistol foc rapid 25m detalii        | Jean Quiquampoix · Franța (FRA)                                   | Leuris Pupo · Cuba (CUB)        | Li Yuehong · China (CHN)                     |
| Pușcă cu aer comprimat 10m detalii  | Will Shaner · Statele Unite ale Americii (USA) Record olimpic     | Sheng Lihao · China (CHN)       | Yang Haoran · China (CHN)                    |
| Pușcă trei poziții 50m detalii      | Zhang Changhong · China (CHN) Record mondial, Record olimpic      | Sergey Kamenskiy COR            | Milenko Sebić · Serbia (SRB)                 |
| Trap detalii                        | Jiří Lipták · Cehia (CZE) Record olimpic                          | David Kostelecký · Cehia (CZE)  | Matthew Coward-Holley · Marea Britanie (GBR) |
| Skeet detalii                       | Vincent Hancock · Statele Unite ale Americii (USA) Record olimpic | Jesper Hansen · Danemarca (DEN) | Abdullah Al-Rashidi · Kuweit (KUW)           |

### Feminin
| Probă                                | Aur                                                             | Argint                                            | Bronz                                 |
| Pistol cu aer comprimat 10 m detalii | Vitalina Batsarashkina (COR) Record Olimpic                     | Antoaneta Kostadinova · Bulgaria (BUL)            | Jiang Ranxin · China (CHN)            |
| Pistol 25m detalii                   | Vitalina Batsarashkina (COR)                                    | Kim Min-jung · Coreea de Sud (KOR)                | Xiao Jiaruixuan · China (CHN)         |
| Pușcă cu aer comprimat 10m detalii   | Yang Qian · China (CHN)                                         | Anastasiia Galashina (COR)                        | Nina Christen · Elveția (SUI)         |
| Pușcă trei poziții 50m detalii       | Nina Christen · Elveția (SUI)                                   | Yulia Zykova (COR)                                | Yulia Karimova (COR)                  |
| Trap detalii                         | Zuzana Rehák-Štefečeková · Slovacia (SVK) Record Olimpic        | Kayle Browning · Statele Unite ale Americii (USA) | Alessandra Perilli · San Marino (SMR) |
| Skeet detalii                        | Amber English · Statele Unite ale Americii (USA) Record Olimpic | Diana Bacosi · Italia (ITA)                       | Wei Meng · China (CHN)                |

### Mixt
| Probă                               | Aur                                              | Argint                                                      | Bronz                                                              |
| Pistol cu aer comprimat 10m detalii | China · Jiang Ranxin · Pang Wei                  | (COR) Vitalina Batsarashkina Artem Chernousov               | Ucraina · Olena Kostevych · Oleh Omelchuk                          |
| Pușcă cu aer comprimat 10m detalii  | China · Yang Qian · Yang Haoran                  | Statele Unite ale Americii · Mary Tucker · Lucas Kozeniesky | (COR) Yulia Karimova Sergey Kamenskiy                              |
| Trap (mixt) detalii                 | Spania (ESP) · Alberto Fernández · Fátima Gálvez | San Marino (SMR) · Gian Marco Berti · Alessandra Perilli    | Statele Unite ale Americii (USA) · Brian Burrows · Madelynn Bernau |

## Clasament pe medalii
Legendă
| Loc | Țară                       | Aur | Argint | Bronz | Total |
| --- | -------------------------- | --- | ------ | ----- | ----- |
| 1   | China                      | 4   | 1      | 6     | 11    |
| 2   | Statele Unite ale Americii | 3   | 2      | 1     | 6     |
| 3   | COR                        | 2   | 4      | 2     | 8     |
| 4   | Cehia                      | 1   | 1      | 0     | 2     |
| 5   | Elveția                    | 1   | 0      | 1     | 2     |
| 6   | Franța                     | 1   | 0      | 0     | 1     |
| 6   | Iran                       | 1   | 0      | 0     | 1     |
| 6   | Slovacia                   | 1   | 0      | 0     | 1     |
| 6   | Spania                     | 1   | 0      | 0     | 1     |
| 10  | San Marino                 | 0   | 1      | 1     | 2     |
| 10  | Serbia                     | 0   | 1      | 1     | 2     |
| 12  | Bulgaria                   | 0   | 1      | 0     | 1     |
| 12  | Cuba                       | 0   | 1      | 0     | 1     |
| 12  | Danemarca                  | 0   | 1      | 0     | 1     |
| 12  | Italia                     | 0   | 1      | 0     | 1     |
| 12  | Coreea de Sud              | 0   | 1      | 0     | 1     |
| 17  | Marea Britanie             | 0   | 0      | 1     | 1     |
| 17  | Kuweit                     | 0   | 0      | 1     | 1     |
| 17  | Ucraina                    | 0   | 0      | 1     | 1     |
|     |                            | 15  | 15     | 15    | 45    |